# Schwarzenbach (Oberpfalz)
Schwarzenbach település Németországban, azon belül Bajorországban. Lakosainak száma 1162 fő (2023. december 31.).

## Népesség
A település népessége az elmúlt években az alábbi módon változott:
| Lakosok száma | 301  | 455  | 734  | 819  | 1194 | 1182 | 1170 | 1139 | 1162 | 1162 |
|               | 1875 | 1950 | 1975 | 1987 | 2012 | 2014 | 2016 | 2017 | 2021 | 2023 |